# Andreï Snesarev
Andreï Evguenievitch Snesarev, né le 1er décembre 1865 à Rossosh (Empire russe), est un commandant dans l'armée soviétique arrêté en 1931 et détenu jusqu'en 1934, libéré comme gravement malade, mort le 4 décembre 1937 à Moscou (URSS), réhabilité en 1958.

## Biographie
Snesarev est né le 1er décembre 1865, à Rossosh (Empire russe).
Il est le fils d'un prêtre, il est diplômé de la faculté de mathématiques de l'université de Moscou en 1888 et du Conservatoire de Moscou. Il entre ensuite au service militaire et en 1890, il est diplômé de l'École d'infanterie de Moscou et en 1899, de l'Académie de l'état-major général.
Il sert au Turkestan, où il étudie le Moyen-Orient et écrit des descriptions géographiques à des fins militaires. Il part voyager en Inde, en Afghanistan et au Tibet.
En 1904, Snesarev rejoint l'état-major et commence à enseigner la géographie militaire dans les écoles militaires. En 1910, il est devenu chef d'état major d'une division cosaque. Pendant la Première Guerre mondiale, il sert comme commandant de régiment, puis de division. En septembre 1917, Snesarev, obtient le grade de lieutenant-général, il est choisi pour commander le corps de l'Armée IX.
En mai 1918, il se porte volontaire pour l'Armée rouge. Jusqu'à juillet, il est responsable militaire du district militaire du Caucase du Nord, et participe à la guerre civile russe, à la seconde campagne du Kouban et en septembre, il prend en charge des détachements pour la défense de la région de l'Ouest. Par la suite, il devient commandant de l'armée de l'Ouest.
D'août 1919 à juillet 1921, Snesarev est à la tête de l'Académie de l'état-major général. De 1921 à 1930, il est directeur de l'Institut des études orientales et aussi professeur. Il est en même temps professeur à l'École de l'Air de 1924 et professeur à l'Académie militaire politique à partir de 1926.
Il est arrêté en octobre 1931 et emprisonné dans le camp de Vazhiny (Svirlag) jusqu'à novembre 1932, puis dans les camps de Solovki (SLON) et Vegeraksha près de Kem. Il est libéré le 27 septembre 1934, plus tôt que prévu en tant que patient gravement malade.
Andrei Snesarev meurt le 4 décembre 1937 à l'hôpital à Moscou. Il est enterré au Cimetière Vagankovo.
 
Il est réhabilité en 1958.

## Publications
- Severo-Indiïskiï teatr [Le Théâtre du nord de l'Inde], part. 1-2. Tachkent, 1903.
- Indiïa kak glavnyi faktor v sredneaziatskom voprose [L'Inde comme facteur principal de la question  moyen-orientale]. Saint-Pétersbourg, 1906.
- Voennaïa geografiïa Rossii [Géographie militaire de la Russie], 2d éd. Saint-Pétersbourg, 1910.
- Afghanistan [L'Afghanistan]. Moscou, 1921.
- India [L'Inde], vol. 1. Moscoo, 1926.